# Skalka
För andra betydelser, se Skalka (olika betydelser).
Skalka (samiska Skalkajaure) är en sjö i Jokkmokks kommun i Lappland som ingår i Luleälvens huvudavrinningsområde. Sjön är 31 meter djup, har en yta på 49,1 kvadratkilometer och befinner sig 296 meter över havet. Sjön avvattnas genom Lilla Luleälven.
Vid Kvarntjärn, norr om och med avrinning i Skalka, mitt emot Granudden, ligger Granuddens skvaltkvarn.

## Delavrinningsområde
Skalka ingår i delavrinningsområde (741611-164246) som SMHI kallar för Utloppet av Skalka. Medelhöjden är 339 meter över havet och ytan är 162,36 kvadratkilometer. Räknas de 261 avrinningsområdena uppströms in blir den ackumulerade arean 4 828,22 kvadratkilometer. Lilla Luleälven (Tarraätno) som avvattnar avrinningsområdet har biflödesordning 2, vilket innebär att vattnet flödar genom totalt 2 vattendrag innan det når havet efter 228 kilometer. Avrinningsområdet består mestadels av skog (66 procent). Avrinningsområdet har 49,68 kvadratkilometer vattenytor vilket ger det en sjöprocent på 30,6 procent.